# Ambasadorowie Kazachstanu w Polsce
Polska i Kazachstan nawiązały stosunki dyplomatyczne w 1992 roku. W latach 1996–2000 w Polsce była akredytowana ambasada Kazachstanu z siedzibą w Budapeszcie. W Warszawie misję dyplomatyczną otwarto w 1999, podnosząc ją w 2000 do rangi ambasady.
| Lp. | Ambasador            | Okres pełnienia funkcji           |
| --- | -------------------- | --------------------------------- |
| 1.  | Tuleutaj Sulejmienow | 1996–2000                         |
| 2.  | Konstantin Żygałow   | listopad 2000 – lipiec 2003       |
| 3.  | Tuleutaj Sulejmienow | 2003–2005                         |
| 4.  | Aleksiej Wołkow      | październik 2005 – 24 lutego 2012 |
| 5.  | Jerik Utiembajew     | od czerwca 2012                   |
| 6.  | Ałtaj Abibułłajew    | od 11 maja 2016                   |
| 7.  | Alim Kirabajew       | od marca 2020                     |